# Lutherkirche (Magdeburg)

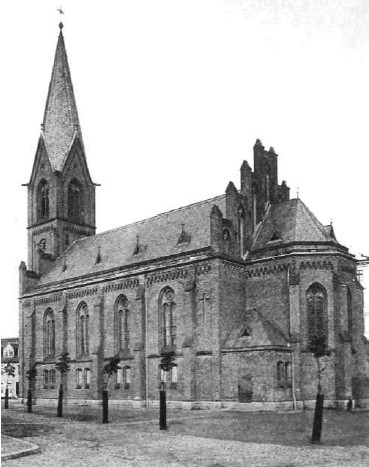
Lutherkirche Magdeburg vor 1944

Die Lutherkirche war eine evangelische Kirche in Magdeburgs Stadtteil Friedrichstadt.

## Erstes Bethaus
Ein erstes Bethaus einer reformierten Gemeinde in der Friedrichstadt, dem heutigen Brückfeld, bestand zumindest ab 1798. 
Mit Kabinettsorder vom 8. Mai 1798 schenkte der preußische König Friedrich Wilhelm II. der Gemeinde ein Bethaus am Heumarkt in der Nähe zur heutigen Anna-Ebert-Brücke. 1820 schenkte die Stadt Magdeburg der Gemeinde eine Orgel, die zuvor in der städtischen Armen- und Erziehungsanstalt genutzt worden war. 1822 wurde eine Glocke, 1824 eine Turmuhr angeschafft.

## Neubau
Das Bethaus erwies sich jedoch aufgrund der wachsenden Einwohnerzahl als zu klein. 1847 erfolgte daher eine Eingabe an die preußische Regierung, die am 4. November 1865 einem Neubau zustimmte.
Die Grundsteinlegung für den neogotischen Backsteinbau mit vier Jochen in der Formensprache der norddeutschen Backsteingotik und einem der bürgerlichen Hansearchitektur nachempfundenen Ostgiebel fand im Jahr 1880 statt. Die Weihe erfolgte 1882, und am 22. Januar 1897 erhielt die Kirche offiziell den Namen Lutherkirche, den der König am 12. April des Vorjahres genehmigt hatte.
1917 wurden zwei der drei von Kaiser Wilhelm I. geschenkten Bronzeglocken zu Rüstungszwecken eingeschmolzen.
Im Nationalsozialismus sympathisierte die Gemeinde mit den der nationalsozialistischen Führung nahestehenden Deutschen Christen. Anlässlich einer Umgestaltung der kirchlichen Grünanlage 1936 spendete Adolf Hitler 200 Reichsmark. Vor der Kirche wurde eine Hitler-Eiche gepflanzt. Im Chorraum der Kirche wurde auf Beschluss des Kirchenrats der Ordenskasten der Friedrichstädter Militärkameradschaft angebracht.
Am 21. Januar 1944 wurde die Kirche bei einem britischen Luftangriff schwer beschädigt. 1951 folgte der Abriss der teilzerstörten Kirche.

## Zeit ab 1951
Als Ausgleich für die mit dem staatlich verfügten Abriss verbundene Eigentums-Überlassung des Kirchen-Grundstücks wurde der Kirchgemeinde von der Stadt Magdeburg ein Grundstück zugewiesen, das damals im Besitz der Roten Armee der Besatzungsmacht Sowjetunion war. Diese nutzte jenes Gelände mehr als vier Jahrzehnte bis 1994. Ein Kirchen-Neubau war damit prinzipiell unmöglich.
Die Kirchgemeinde – seit 1986 unter dem Namen Trinitatisgemeinde mit Magdeburgs St. Johannisgemeinde vereint – ist in der Ida-Hubbe-Kapelle in der Berliner Chaussee 42 zuhause und nutzt diese Stätte im Gemeindehaus für ihre Gottesdienste.
Heute ist der Standort der ehemaligen Kirche durch die Überbauung mit DDR-Plattenbauten nicht mehr zu erkennen.